# Subwoofer

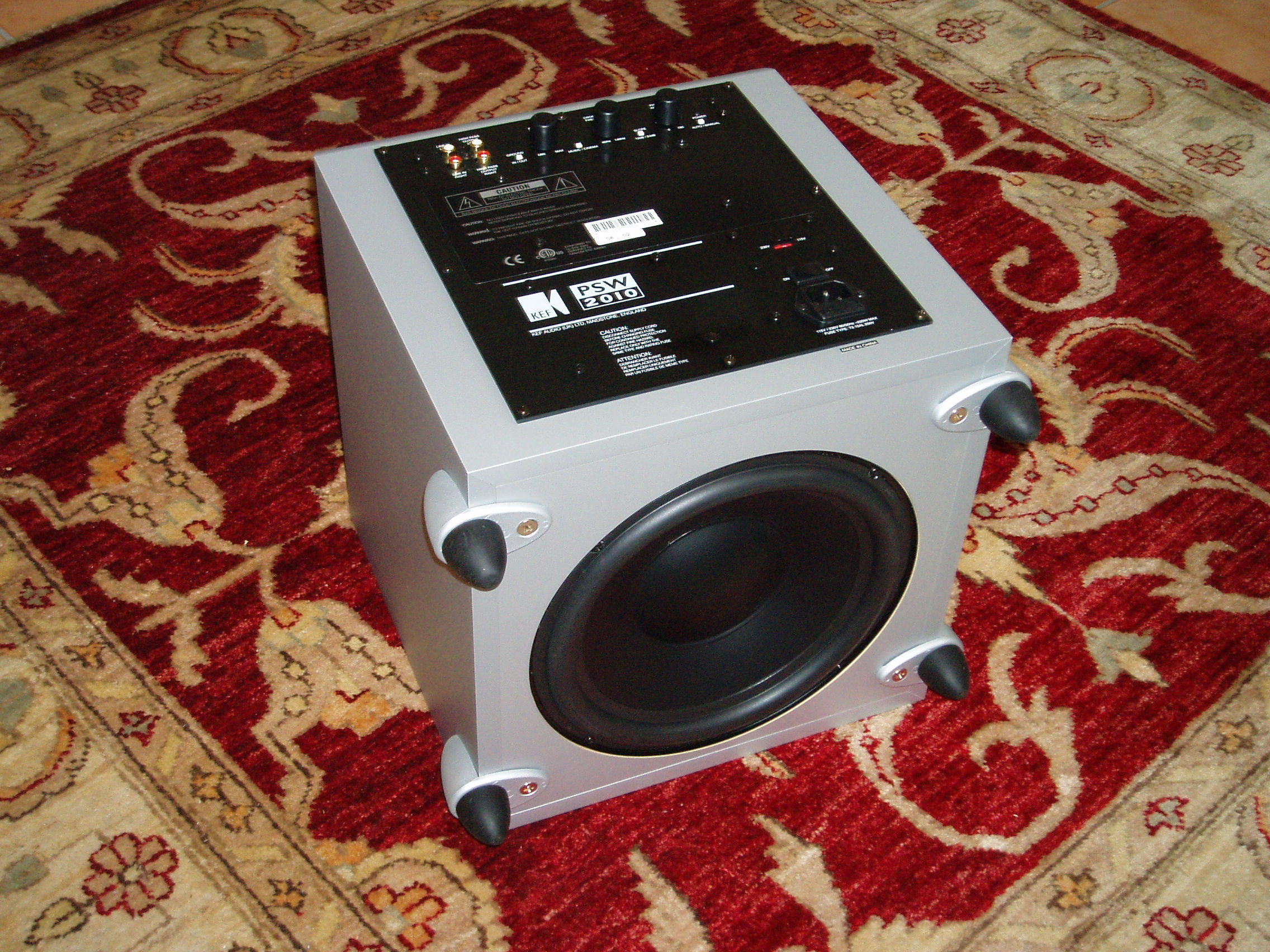
Typický subwoofer

Subwoofer, neboli subbasová jednotka, je reprosoustava určená pro reprodukci zvuku nízkých frekvencí. Jedná se o frekvence od spodního okraje akustického pásma, tedy od asi 20 Hz, do dělicí horní frekvence, která v praxi bývá nastavena v rozmezí přibližně od 50 Hz do 250 Hz. Nad dělicí frekvencí už pracují jen ostatní reprosoustavy v daném ozvučovacím systému. Toto řešení využívá jevu, že člověk je schopen jen špatně nebo vůbec lokalizovat směr, odkud zvuk nízkých frekvencí přichází.
Subwoofer může být jak pro stereo, tak i vícekanálovou reprodukci použit jen jeden, při zachování vyhovujících vlastností ozvučení. Reprosoustavy pro přenos ostatních částí zvukového spektra mohou být menší, levnější a vhodněji umístěné s ohledem na poslechový prostor.
Dělicí frekvence bývá u levnějších systémů domácího kina, nazývaných All-In-One (AIO – vše v jednom), nastavena pevně na určitou frekvenci. U lepších subwooferů bývá zpravidla možnost dělicí frekvenci a jiné parametry nastavit.
K věrné reprodukci takto nízkých frekvencí je zapotřebí dostatečně velký reproduktor v dostatečně dimenzované ozvučnici. Proto subwoofer mívá většinou větší rozměry než reprosoustavy pro přenos vyšších frekvencí. Ozvučnice subwooferů bývá nejčastěji bassreflexová (Helmholtzův rezonátor) nebo typu transmission line, zřídka pak uzavřená (bandpass design) – především z rozměrových důvodů.
Při poslechu hudby nebo jiných nahrávek, u kterých je požadavek na co nejvěrnější reprodukci, je potřeba, aby poslechové zařízení splňovalo několik parametrů. Mimo jiné musí umožňovat věrnou reprodukci v celém pro člověka slyšitelném frekvenčním rozsahu (akustickém pásmu) i na jeho okrajích. Zvuky o nízkých frekvencích jsou infrazvuky, častěji se však používá pojem sub-sonické nebo sub-akustické frekvence. Ty vnímá člověk celým tělem a jsou důležité při vnímání dění kolem člověka.

## Historie
V minulosti se subwoofery příliš nepoužívaly a jejich funkci obstarávaly dostatečně dimenzované basové reproduktory vestavěné do společných skříní s ostatními reproduktory. Oddělení samostatného subwooferu umožnilo rozměry reprosoustav výrazně zmenšit, protože jejich rozměry byly určovány především přenosem nízkých frekvencí.
V dnešní době se pro domácí použití dodávají systémy se subwooferem i bez něj. Ve druhém případě musejí být však reprosoustavy dostatečně velké, pokud mají přenést i nejhlubší frekvence.

## Provedení

### Pasivní
Pasivní subwoofer je reprosoustava, v jejíž ozvučnici je osazen reproduktor nebo reproduktory (2, výjimečně i více ks) a někdy také pasivní reproduktorová výhybka. Pro svou funkci potřebuje dostatečně výkonný zesilovač, popř. aktivní (elektronický) filtr k přesnějšímu naladění dělicí frekvence a dalších parametrů. Při použití pasivního subwooferu spolu s koncovým zesilovačem je třeba dbát na přesné sladění elektrických parametrů, aby byla docílena maximální účinnost a zároveň nedošlo k poškození reproduktoru nebo zesilovače.

### Aktivní
Aktivní subwoofer má v ozvučnici také zabudován zesilovač se všemi potřebnými řídícími obvody. Kromě přívodního signálového kabelu je také nutno připojit zdroj elektrické energie (napájecí síť). Zesilovač aktivního subwooferu bývá dimenzován a navržen k co nejlepšímu přizpůsobení potřebám daného reproduktoru.

## Použití

### Profesionální ozvučování
Při ozvučování koncertů a diskoték se obvykle používají dostatečně velké subbasové jednotky, zajišťující reprodukci nízkých frekvencí. Počet jednotek i způsob napojení (společný kanál nízkých frekvencí, stereo) se liší dle velikosti systému, velikosti ozvučované plochy a dalších parametrů. Používají se zde aktivní i pasivní subwoofery. Aktivní jednotky obvykle obsahují i složitější obvody pro ochrany a maximální využití reproduktorů (limitace, hlídání výchylky membrány, tepelné přetížení apod.). Ozvučnice bývají různého typu, často bassreflexové, bandpass nebo horn (rozvíjející se zvukovod ). Požadováno je dosažení co nejvyššího akustického tlaku a účinnosti s malým ohledem na jiné vlastnosti ozvučnice, které se obvykle kompenzují elektronicky. Subwoofer pro profesionální použití často obsahuje více reproduktorů, v různém uspořádání v akustickém obvodu ozvučnice, někdy i lichý počet. Nejčastěji používané průměry membrán u profesionálních měničů bývají 15" a 18", pro menší výkony 12" i 10". Větší průměry membrán se vyskytují řidčeji (21, 22 a 24"), s ohledem na technickou realizovatelnost samotných měničů.
Některé firmy vyvinuly subwooferové jednotky, nepoužívající klasický reproduktor, ale praktické použití je dosud převážně okrajové.

### Ozvučení automobilů
V automobilech se nejčastěji používají pasivní subwoofery, ale je možno setkat se i s aktivními.

### Domácí použití
V domácnostech se častěji používá společný subwoofer pro oba stereo kanály, resp. pro všechny kanály domácího kina. Využívá se zde faktu, že lidské ucho není schopno úplně přesně lokalizovat zdroj nízkých frekvencí. Na rozdíl od reprosoustav zajišťujících reprodukci středních a vyšších frekvencí, které je třeba v prostoru umístit velmi pečlivě, umístění společného subwooferu v prostoru není až tak kritické. U náročnějších domácích poslechových systému je kladen velký důraz také na přesné umístění společného subwooferu. Někdy jsou dokonce používány subwoofery dva. Domácí subwoofery bývají nejčastěji aktivní, velmi zřídka se vyskytují pasivní, protože celá instalace a nastavení bývá u pasivních složitější.
Velké množství spotřebitelů je však spokojeno se stereofonním poslechem bez subwooferu. Pro přenos celého akustického pásma jsou zde zapotřebí dvě dostatečně velké reprosoustavy. Toto řešení je sice prostorově náročnější, odpadá však potřeba přesného sladění subwooferu s ostatními reprosoustavami a často bývá také toto řešení levnější.

#### Domácí kino a AIO
Speciálním případem domácího použití subwooferu je domácí kino. Jedná se o vícekanálový systém ozvučení, který poskytuje zvukový doprovod především při sledování filmů. Takovémuto systému se také říká prostorový zvuk, protože reprosoustavy jsou rozmístěny v prostoru kolem posluchače, kterému je navozován pocit, že je přímo v místě děje filmu. Systémy domácího kina mohou být různé a nejčastějším upřesňujícím znakem bývá kombinace dvou číslic oddělených tečkou, kde první číslice určuje počet satelitních reprosoustav a druhá přítomnost subwooferu, resp. jejich počet. Subwoofer u domácího kina bývá označován zkratkou LFE (Low Frequency Effects).
Za samostatnou kategorii lze považovat systémy All-In-One, tedy vše v jedné krabici. Spotřebitel kupuje jednu krabici, která obsahuje systém 5.1, tedy součástí balení je pět malých satelitních reprosoustav, jeden subwoofer a řídící jednotkou, která je kombinací DVD přehrávače, řídících obvodů a koncových zesilovačů pro všechny reprosoustavy systému. U některých systému AIO bývají koncové zesilovače zabudovány do těla subwooferu a s řídící jednotkou bývá propojen speciálním kabelem.
U systému AIO se tedy můžeme setkat se subwoofery pasivními i aktivními, což pro koncového spotřebitele není v praxi žádný rozdíl, protože v obou případech je řídící obvod subwooferu ovládán automaticky řídící jednotkou celého systému.